# 任曦
任曦（1985年7月16日—），汉族，中国歌手、演员和主持人。2006年参加江苏卫视《绝对唱响》获得全国总冠军而出道至今，成为当年全国五大选秀总冠军之一，备受媒体关注和观众喜爱。

## 主要经历
- 1985年 出生于河北省秦皇岛市一个知识分子家庭。
- 2004年 考入中国传媒大学南广学院播音与主持艺术专业本科班（2008年毕业）
- 2006年 参加江苏卫视《绝对唱响》获得全国总冠军[2]而出道
- 2007年 参与江苏卫视《名师高徒》节目获得总季军（邓宁、杨子姗分别为冠亚军）；
- 2008年 担任CCTV-12频道《心理访谈》主持人[3]
- 2009年 以歌手和主持人身份邀请参加湖南卫视《快乐女声》比赛获得百度赛区10强、全国300[4]进60被淘汰出局，备受媒体和观众质疑[5]；
- 2010年 发行首张个人专辑《任曦》[6]，并主持安徽卫视《周日我最大》栏目
- 2011年 拍摄偶像剧《说出喜欢TA的理由》[7]，并发行写真集《向日葵女生-任曦》[8][9]
- 2012年 拍摄宫廷历史剧《帝锦》[10]
- 2013年至今，就职全国老龄办信息中心，任主任科员。

## 音乐作品

### 专辑/EP
| 专辑数量 | 专辑名称         | 专辑类型 | 发行公司 | 发行日期   | 专辑曲目                       |
| -------- | ---------------- | -------- | -------- | ---------- | ------------------------------ |
| 第一张   | 《任曦同名专辑》 | EP       | 京文唱片 | 2010-02-25 | 曲目 1. 向日葵 2. 日出 3. 纳多 |

### 发行单曲
未收录在专辑的单曲
| 发行日期 | 歌曲名稱                 | 所屬專輯、备注           |
| -------- | ------------------------ | ------------------------ |
| 2006年   | 《唱响爱》               | 2006年绝对唱响的主题歌   |
| 2006年   | 《爱的太阳》             |                          |
| 2007年   | 《考验》                 |                          |
| 2008年   | 《we are ready》         | 奥运歌曲                 |
| 2008年   | 《幸福捕手》（VS俞灏明） | 偶像剧《幸福捕手》主题曲 |
| 2008年   | 《用爱牵着你的手》       |                          |
| 2009年   | 《断翅天使》             |                          |
| 2009年   | 《情牵秦皇岛》           | 河北省秦皇岛市市歌       |
| 2009年   | 《祈祷》                 |                          |
| 2010年   | 《是风也永恒》           | 动画片《孟姜女》主题歌   |
| 2010年   | 《相约中国风》           |                          |
| 2010年   | 《梦想天亮》             |                          |

## 影视作品
| 首播时间 | 电视剧               | 扮演角色 | 导演 | 合作艺人            |
| -------- | -------------------- | -------- | ---- | ------------------- |
| 2011     | 《说出喜欢TA的理由》 | 玫丽     |      | [[ ]]、[[ ]]        |
| 2012     | 《帝锦》             | 福儿     |      | [[ ]]、[[ ]]、[[ ]] |

## 写真集
- 2011年 写真集《向日葵女生-任曦》

## 主持历程

### 电视主持
- 江苏卫视《唱响之星》《非常周末》
- 江苏交通台《男生宿舍》
- 南京江宁人民广播电台《畅听生活》
- CCTV-12《心理访谈》
- 重庆卫视《娱乐星工厂》
- 安徽卫视《周日我最大》
- 芭乐台
- 搜狐网《精彩明星汇》

### 活动主持
- 江宁人民广播电台主持人年度颁奖晚会
- 中国眼镜国际博览会开幕式晚会
- 北京明星形象设计中心开业典礼
- “我与奥运”汪峰见面会
- 用音乐传播爱心明星义拍会
- “美丽传递”北京奥运火炬三亚首传纪念日主持
- 阿SA的北京歌友会主持
- 第三届中国最受大学生欢迎TOP品牌新锐榜颁奖典礼
- 甜蜜情人汇主题活动

## 广告代言
- 《昕薇》杂志“昕动女孩”代言人
- 西单比格比萨代言人
- 达菲尔西餐广告代言人
- 皮草服饰
- 韩国丁和李朴美发沙龙
- 红豆服饰代言人
- 中国环保局“中国绿色宝贝”大使